# 広宗県
広宗県（こうそう-けん）は、中華人民共和国河北省邢台市に位置する県。

## 歴史
後漢により設置された。601年（仁寿元年）に隋により宗城県、906年（天祐3年）に唐により広宗県、五代十国時代の後唐により宗城県と改称された。1105年（崇寧4年）に北宋により宗城県の県治が邵固に移された。
1255年にモンゴル帝国（後の元）により洺水県武道鎮は広宗県と改められた。
1958年に廃止され、巨鹿県に編入されたが、1961年に再設置され現在に至る。

## 行政区画
- 鎮:広宗鎮、馮家寨鎮、北塘疃鎮、核桃園鎮
- 郷:葫芦郷、大平台郷、件只郷、東召郷